# Hendrik Timmer
Hendrik Timmer (n. 8 februarie 1904, Utrecht, Utrecht, Țările de Jos – d. 13 noiembrie 1998, Bilthoven⁠(d), De Bilt, Utrecht, Țările de Jos) a fost un jucător de tenis olandez, medaliat olimpic. A participat la o ediție a Jocurilor Olimpice (1924) în care a câștigat o medalie de bronz.

## Participări
Lista de mai jos prezintă principalele competiții la care a participat Hendrik Timmer de-a lungul carierei.
- tennis at the 1924 Summer Olympics – mixed doubles[*]